# Nova osztály
A Nova osztály egy űrhajóosztály a Star Trek kitalált világában. A Nova osztályt az Oberth osztályú tudományos hajók modern utódjának tervezték. A hajókat főként kis távolságú küldetések elvégzésére szánták. 
Típusa: bolygóvizsgáló tudományos hajó 
Elkészült egységek: 
- USS Nova, NCC-72381 USS Equinox.
- Plusz 16 van szolgálatban, a Domínium háború miatt a gyártását felfüggesztették.

## Építési időszak
- 2369-70, újraindítás: 2376-ban vagy 2377-ben

## Méretek
- Hossz: 165 méter
- Sugár: 62 méter
- Magasság: 34 méter
- Szintek száma: 8
- Tömeg: 80.000 tonna
- Legénység: 78 fő

## Fegyverzet
- 8 db VIII-as típusú fézersor, teljes kimenet 6000 teraWatt
- 2 db fotontorpedó-vető + 25 torpedó

## Védelmi rendszerek
- Nagy kapacitású pajzsrendszer, teljes kapacitás 688.500 teraJoule
- Standard duránium/tritánium burkolat
- Standard szerkezeti integritás mező

## Sebesség
- Normál utazósebesség: 6-os fokozat
- Maximális sebesség: 8-as fokozat

## Egyéb
- Erősségi index (Galaxy osztály = 1.000):
- Sugárfegyver tűzerő : 120
- Torpedó tűzerő : 250
- Fegyverzet hatótávolsága és pontossága : 400
- Pajzs erőssége : 255
- Burkolat erőssége : 50
- Sebesség : 535
- Harci manőverezhetőség : 19.000
- Összesített erősségi index : 260
- Diplomáciai fokozat : 1
- Élettartam: 120 év

## Felújítási időszakok
- Minimális: 1 évenként
- Standard: 2 évenként
- Jelentős: 6 évenként

A Nova osztály tervei a Defiant tervein alapulnak. A hajó a legmodernebb propulziós technológiák és szubtérmező geometria felhasználásával készült. A Csillagflotta egy korábbi reaktormagot helyezett el a Novákon, így a sebességük 8-as fokozatra csökkent. A nehézfegyverzetet eltávolították, így több hely jutott a tudományos laboroknak, és az érzékelősoroknak. Eredetileg a Novákat arra tervezték, hogy felváltsák a Galaxy osztályú kutatóhajókat, de a háború közbeszólt. A Sovereign osztály elkészültével a Nova projektet mint kutatóhajót félbehagyták, és tudományos hajókat hoztak létre. 
Az egyik első Nova osztályú hajó, a USS Equinox nem sokkal első felszállása után eltűnt. Úgy gondolták, hogy megsemmisült, de később a Voyager felfedezte a hajót a Delta Kvadránsban. Az Equinoxra még keservesebb hazaút várt, hiszen kis sebessége miatt csak kb. 180 év alatt ért volna haza, de a hajót csak max. 12 hónapos utánpótlással látták el. A legénység felfedezett egy transzdimenzionális fajt, amelynek egyedeit felhasználva új üzemanyaghoz jutottak, növelve a hajó sebességét. 
Ransom kapitány elkezdte öldösni ezeket az idegeneket, megszegve mind az Elsődleges irányelvet, mind a Csillagflotta etikáját. Az idegenek visszavágtak, és a legénység számos tagját megölték. Amikor a Voyager felfedezte az Equinoxot, rájöttek, hogy mi történt. Janeway kapitány elfogatta az Equinox legénységének megmaradt tagjait. Az idegenek elpusztították az Equinoxot. 
A Nova osztály gyártását a Domínium háború idején felfüggesztették, hiszen inkább nagyobb harci képességű hajókra volt szükség. De a háború végezetével a termelést hamarosan újraindították.